# Peto europsko nogometno natjecanje klubova hrvatskih nacionalnih manjina 2014.
V. Europsko nogometno natjecanje reprezentacija hrvatskih nacionalnih manjina, održalo se u Villafrancheu u Francuskoj potkraj listopada 2014. godine. Domaćin je bila Croatia iz Villefranchea kod Nice.

## Pokroviteljstvo
Svim sudionicima sudjelovanje bilo je veliki financijski izdatak. Teško su skupili novac za troškove putovanja, koji su daleko iznad njihovih mogućnosti. Hrvatski nogometni savez je pripomogao pokroviteljstvom, plativši smještaj igrača i osiguravši pokale. Gradske vlasti Villefranchea na čelu s gradonačelnikom Christophom Trojani također su pomogle. Momčadima su omogućile najbolja dva terena za održavanje ovog natjecanja. Natjecanje su također pripomogli i Francuski nogometni savez te Ministarstvo športa Francuske.

## Rezultat
Za 5. mjesto:

Croatia Villefranche - Posavina Frankfurt 3:1
Za 3. mjesto:

Croatia Berlin - Croatia Malmö 3:1
Završnica:

NK Pajde Möhlin - Croatia Stuttgart 1:0

## Poredak
Na turniru je pobijedila momčad Pajde iz Švicarske. Druga je Croatia iz Stuttgarta, ispred Croatije Berlin, Croatije Malmö, Croatije Villefranche (trener Dado Pršo) te Posavine Frankfurt. 

## Nagrade
Najbolji je strijelac turnira Krešimir Prgomet iz NK Pajde Möhlin. Najbolji igrač je njegov suigrač Dino Dizdarević. Za najboljeg vratara izabran je Igor Karačić iz Croatije Stuttgart, dok je pehar za fair-play pripao Croatiji iz Malmöa.